# زاکسن‌هاگن
شهر زاکسن‌هاگن (به آلمانی: Sachsenhagen) در ایالت نیدرزاکسن در کشور آلمان واقع شده‌است.